# Oscar Zia
Oscar Zia (Svedala, 10 oktober 1996) is een Zweedse zanger, songwriter en acteur. In 2012 kreeg hij voor het eerst nationale bekendheid toen hij op de achtste plaats eindigde in de Zweedse versie van X Factor. In 2014 eindigde Zia als tweede in het achtste seizoen van Let's Dance, de Zweedse versie van Dancing with the Stars.
Na X Factor tekende Zia een platencontract bij Warner Music en in 2014 bracht hij zijn debuutalbum Don't Know How to Dance uit, dat in Zweden de derde plaats bereikte. 
Hij heeft twee keer aan Melodifestivalen deelgenomen. In 2014 werd hij 8ste met Yes We Can en in 2016 werd hij tweede met Human. Dat jaar won hij wel de jury voting. In 2021 keerde hij terug naar de competitie als gastpresentator met Anis Don Demina, en later in 2022 presenteerde hij de gehele competitie. 